# Euphorbia lottiae
Euphorbia lottiae är en törelväxtart som beskrevs av Victor W. Steinmann. Euphorbia lottiae ingår i släktet törlar, och familjen törelväxter. Inga underarter finns listade i Catalogue of Life.